# Non chant per auzel ni per flor
Non chant per auzel ni per flor è una canso in lingua occitana antica del trovatore Raimbaut d'Aurenga.
Si compone di sei coblas di otto versi di octosyllabes e di una tornada di quattro.
La tradizione filologica accosta il componimento a Can vei la lauzeta mover di Bernart de Ventadorn e a D'Amors qui m'a tolu a moi del trouvère Chrétien de Troyes nei termini di una tenso poetica attorno al tema del cantar d'amore.

## Cobla I: «Non chant per auzel ni per flor»
Ni per neu ni per gelada,

Ni neis per freich ni per calor

Ni per reverdir de prada;

Ni per nuill autr'esbaudimen

Non chan ni non fui chantaire,

Mas per midonz en cui m'enten,

Car es del mon la bellaire.»
Raimbaut rivendica l'origine del proprio cantare nel solo amore per la donna, in marcata discontinuità con la diffusa abitudine, tra i trovatori suoi contemporanei, a costruire una concordanza lirica con gli elementi naturali.

## Tornada: «Carestia, esgauzimen»
M'aporta d'aicel repaire

On es midonz, qe·m ten gauzen

Plus q'ieu eis non sai retraire.»
Nel 1958, Aurelio Roncaglia propone la lettura di «Carestia» come un senhal per Chrétien de Troyes. Nella sua D'amors qui m'a tolu a moi , Chrétien affronta la vicenda dell'avvelenamento di Tristano in una forma che hai i tratti della risposta a Raimbaut. Tuttavia, sulla base delle riflessioni dello stesso Roncaglia e dell'inverosimile relazione temporale tra le tre canzoni, Costanzo Di Girolamo ritiene che Carestia fosse più probabilmente Bernart de Ventadorn e dunque l'apertura di un envoi per il poeta limosino.